# غوستافو غيانيني
غوستافو غيانيني (بالإسبانية: Gustavo Giannini)‏ هو مخرج أرجنتيني، ولد في 21 يوليو 1968.

## وصلات خارجية
- غوستافو غيانيني على موقع IMDb (الإنجليزية)
- غوستافو غيانيني على موقع قاعدة بيانات الفيلم (الإنجليزية)